# Hardyadrama magister
Hardyadrama magister är en tvåvingeart som först beskrevs av Lee 1991.  Hardyadrama magister ingår i släktet Hardyadrama och familjen borrflugor. Inga underarter finns listade i Catalogue of Life.